# Абизаид, Джон Филипп
Джон Филипп Абизаид (англ. John Philip Abizaid , араб. جون أبي زيد‎; род. 1951) — американский генерал, в 2003—2007 годах возглавлявший Центральное командование США.
Родился в Редвуд-Сити, Калифорния. Предки Абизаида переселились в Калифорнию из Ливана ещё в XIX веке. В 1973 году окончил военную академию в Вест-Пойнте. Служил в 82-й воздушно-десантной дивизии. Принимал участие во вторжении на Гренаду (1983), в операции по защите курдов на севере Ирака после войны в Персидском заливе, в миротворческой операции в Боснии. Был комендантом Вест-Пойнта, позднее командовал 1-й пехотной дивизией в Германии. 7 июля 2003 года сменил генерала Томми Фрэнкса на посту главы Центрального командования США. Находился на этой должности до 16 марта 2007 года, был сменён адмиралом Уильямом Фэллоном. 1 мая 2007 года ушёл в отставку после 34 лет службы в армии. В апреле 2014 года назначен старшим советником министерства обороны Украины.
13 ноября 2018 года назначен президентом Трампом послом США в Саудовской Аравии.